# Hydroptila alara
Hydroptila alara är en nattsländeart som beskrevs av Füsun Sipahiler 1994. Hydroptila alara ingår i släktet Hydroptila och familjen smånattsländor. Inga underarter finns listade i Catalogue of Life.